# Metal Storm
Metal Storm Limited é uma empresa de pesquisa e desenvolvimento baseada em Brisbane, Austrália, especializada em armas de fogo acionadas eletronicamente.
A companhia possui uma subsidiária em Arlington, Virginia, Estados Unidos.